# Гриффитс, Джек
Джон Гри́ффитс (англ. John Griffiths; 15 сентября 1909 — октябрь 1982), более известный как Джек Гри́ффитс (англ. Jack Griffiths) — английский футболист, выступавший на позиции левого защитника за «Вулверхэмптон Уондерерс», «Болтон Уондерерс» и «Манчестер Юнайтед» в 1930-е годы.

## Биография
Гриффитс перешёл в «Вулверхэмптон Уондерерс» из клуба «Ширбрук» в мае 1929 года. 26 апреля 1930 дебютировал за «волков» в матче против «Брэдфорд Парк Авеню», который завершился со счётом 4:4. Редко попадал в основной состав, сыграв за «Вулверхэмптон» в общей сложности 6 матчей до 1932 года.
В 1932 году перешёл в «Болтон Уондерерс», но травмы мешали ему в полной мере проявить себя. В сезоне 1932/33 «рысаки» выбыли из Первого дивизиона. Всего Гриффитс провёл за «Болтон» 25 матчей.
В марте 1934 года Джек Гриффитс перешёл в "Манчестер Юнайтед. Его приобрели на замену Джеку Силкоку, который покинул клуб в августе 1934 года. Дебютировал в основном составе 17 марта 1934 года в матче против «Фулхэма». В сезоне 1934/35 «Юнайтед» занял 5-е место во Втором дивизионе, а уже в следующем сезоне стал чемпионом Второго дивизиона. 1 апреля 1936 года Гриффитс забил свой единственный гол в профессиональной карьере в игре против «Фулхэма» на «Крейвен Коттедж». В сезоне 1936/37 «Юнайтед» выбыл из Первого дивизиона, а в следующем сезоне вновь вышел в высший дивизион, заняв 2-е место во Втором дивизионе. В сезоне 1938/39 «Манчестер Юнайтед» завершил чемпионат на 14-м месте в Первом дивизионе. Всего сыграл за «Юнайтед» 173 официальных матча. Дальнейшие официальные турниры были прерваны в связи с началом войны. Однако Гриффитс продолжал выступать за клуб в военных лигах и кубках, сыграв в военное время 58 матчей за «Юнайтед». Он также был гостевым игроком военного времени в клубах «Ноттс Каунти», «Сток Сити», «Порт Вейл», «Вест Бромвич Альбион», «Дерби Каунти».
После завершения войны Гриффитс был играющим тренером в «Хайд Юнайтед».
В дальнейшем работал физиотерапевтом в Ги Кросс, Чешир.

## Статистика выступлений
| Клуб                    | Сезон            | Дивизион         | Лига | Лига | Кубок Англии | Кубок Англии | Итого | Итого |
| Клуб                    | Сезон            | Дивизион         | Игры | Голы | Игры         | Голы         | Игры  | Голы  |
| ----------------------- | ---------------- | ---------------- | ---- | ---- | ------------ | ------------ | ----- | ----- |
| Вулверхэмптон Уондерерс | 1929/30          | Второй дивизион  | 1    | 0    | 0            | 0            | 1     | 0     |
| Вулверхэмптон Уондерерс | 1930/31          | Второй дивизион  | 4    | 0    | 1            | 0            | 5     | 0     |
| Вулверхэмптон Уондерерс | Итого            | Итого            | 5    | 0    | 1            | 0            | 6     | 0     |
| Болтон Уондерерс        | 1932/33          | Первый дивизион  | 21   | 0    | 1            | 0            | 22    | 0     |
| Болтон Уондерерс        | 1933/34          | Второй дивизион  | 3    | 0    | 0            | 0            | 3     | 0     |
| Болтон Уондерерс        | Итого            | Итого            | 24   | 0    | 1            | 0            | 25    | 0     |
| Манчестер Юнайтед       | 1933/34          | Второй дивизион  | 10   | 0    | 0            | 0            | 10    | 0     |
| Манчестер Юнайтед       | 1934/35          | Второй дивизион  | 40   | 0    | 3            | 0            | 43    | 0     |
| Манчестер Юнайтед       | 1935/36          | Второй дивизион  | 41   | 1    | 3            | 0            | 44    | 3     |
| Манчестер Юнайтед       | 1936/37          | Первый дивизион  | 21   | 0    | 0            | 0            | 21    | 0     |
| Манчестер Юнайтед       | 1937/38          | Второй дивизион  | 18   | 0    | 0            | 0            | 18    | 0     |
| Манчестер Юнайтед       | 1938/39          | Первый дивизион  | 35   | 0    | 2            | 0            | 37    | 0     |
| Манчестер Юнайтед       | Итого            | Итого            | 165  | 1    | 8            | 0            | 173   | 1     |
| Всего за карьеру        | Всего за карьеру | Всего за карьеру | 194  | 1    | 10           | 0            | 204   | 1     |

## Достижения
Вулверхэмптон Уондерерс
- Победитель Второго дивизиона: 1931/32

Манчестер Юнайтед
- Победитель Второго дивизиона: 1935/36